# William Riker
William Thomas Riker − jeden z bohaterów serialu Star Trek: Następne pokolenie, filmów: Star Trek: Pokolenia, Star Trek: Pierwszy kontakt, Star Trek: Rebelia i Star Trek: Nemesis oraz (gościnnie) w serialu Star Trek: Picard. Komandor Riker jest pierwszym oficerem na statku Enterprise-D, a później Enterprise-E. Po tak zwanym incydencie remańskim komandor Riker przyjmuje awans na kapitana i zostaje oddelegowany z NCC1701-E na USS Titan, gdzie ma być dowódcą. Odtwórcą jego roli jest Jonathan Frakes.